# 2754 Efimov
A 2754 Efimov (ideiglenes jelöléssel 1966 PD) a Naprendszer kisbolygóövében található aszteroida. Tamara Mihajlovna Szmirnova fedezte fel 1966. augusztus 13-án.